# هری جانستون

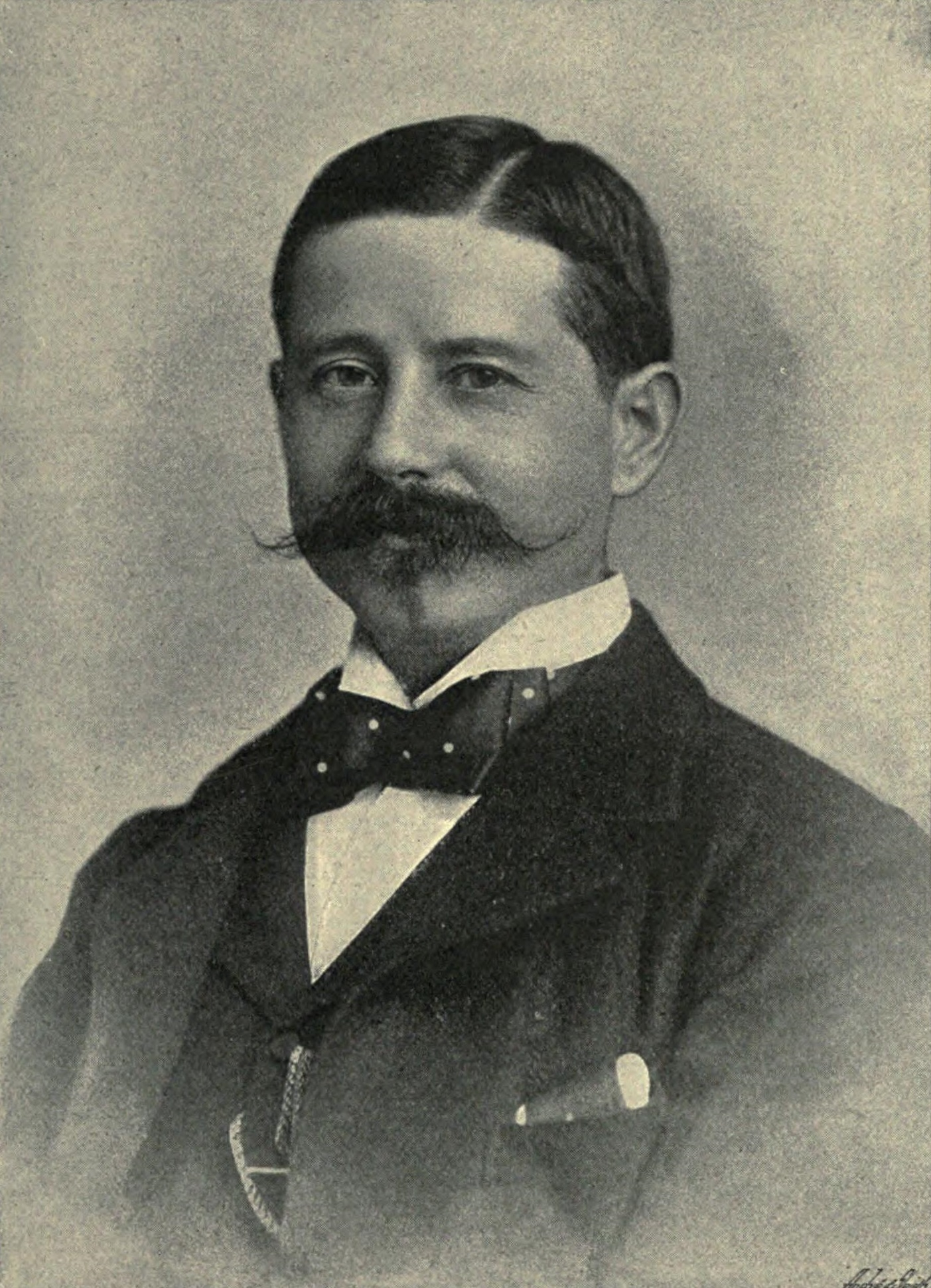
.

هری جانستون (به انگلیسی: Harry Johnston) جهانگرد و گیاه‌شناس انگلیسی بود. وی نقش کلیدی و مهمی را در ماجرای تقسیم آفریقا به نفع امپراتوری بریتانیا ایفا کرد.